# 1973년 노르웨이 총선
1973년 노르웨이 총선은 전체 155석의 노르웨이 의회 의원들을 선출하기 위해 1973년 9월 9일부터 10일까지 실시되었다.

## 선거 이전
1969년 총선에서 중앙당 출신의 페르 보르텐이 이끄는 우파당, 중앙당, 좌파당, 기독교인민당 내각은 의회 내 과반수를 확보해 정권을 연장할 수 있었다. 1971년 보르텐은 유럽 경제 공동체(EEC) 가입 협상 중에 기밀 문건을 외부로 유출하였다는 혐의를 받고 직위에서 물러났으며, 연정을 구성하던 4당에서 후임 총리를 합의하는 데 실패하자 노르웨이 노동당 출신의 트뤼그베 브라텔리가 노동당만으로 구성된 소수 내각을 세웠다. 1972년 8월 브라텔리는 노르웨이의 유럽 공동체(EC) 가입을 국민들이 승인해달라고 촉구하면서, 9월에 실시될 EC 가입 국민투표에서 반대가 많으면 자리에서 물러나겠다고 발표하였다. 그러나 투표 결과 반대가 54% 나오면서 브라텔리 내각은 1년 만에 붕괴하였다.
EC 가입 국민투표에서 반대가 더 많이 나오면서 이에 따른 사회 갈등이 증폭되고 정계 개편이 이뤄졌다. EC 가입을 적극적으로 추진하였던 노동당과 우파당은 새로운 내각 구성에 참여하기를 거부하였고, 브라텔리의 뒤를 이어 기독교인민당 출신의 라르스 코르발이 다시 중앙당, 좌파당, 기독교인민당 등 EC 가입을 반대한 정당들로 구성된 소수 내각을 세웠다. 그러나 좌파당 내 친EC 인사들은 내각 구성에 반발해 신인민당을 창당하였다. 한편 EC 가입 반대 진영에 섰던 사회주의 인민당은 노르웨이 공산당과 연대를 체결하고 사회주의선거동맹이라는 명부로 선거에 참여하였으며, 여러 우익 단체에서 활동하였던 안데르스 랑에는 세금 인하를 공약으로 내걸고 안데르스 랑에당을 창당하였다.

## 선거 결과
| 정당                  | 정당                            | 득표수    | 득표율 | 의석 | ±    |
| --------------------- | ------------------------------- | --------- | ------ | ---- | ---- |
|                       | 노르웨이 노동당                 | 759,499   | 35.29  | 62   | 12   |
|                       | 우파당                          | 374,014   | 17.38  | 29   | 보합 |
|                       | 기독교인민당                    | 265,684   | 12.34  | 20   | 6    |
|                       | 사회주의선거동맹                | 241,851   | 11.24  | 16   | 16   |
|                       | 중앙당                          | 233,388   | 10.84  | 21   | 1    |
|                       | 안데르스 랑에당                 | 107,784   | 5.01   | 4    | 4    |
|                       | 좌파당                          | 76,811    | 3.57   | 2    | 11   |
|                       | 신인민당                        | 73,854    | 3.43   | 1    | 1    |
|                       |                                 |           |        |      |      |
| 기타 정당             | 기타 정당                       | 19,319    | 0.90   | -    | 보합 |
| 유효표수              | 유효표수                        | 2,152,204 | 99.84  | 155  | 5    |
| 무효표수              | 무효표수                        | 3,530     | 0.16   | -    | -    |
| 투표자수              | 투표자수                        | 2,155,734 | 80.24  | -    | -    |
| 유권자수              | 유권자수                        | 2,686,676 | -      | -    | -    |
|                       | 우파+기독+중앙+랑에+좌파+신인민 | 1,131,535 | 52.58  | 77   | 1    |
|                       | 노동+사회                       | 1,001,350 | 46.53  | 78   | 4    |
|                       |                                 |           |        |      |      |
| 출처: 노르웨이 통계청 |                                 |           |        |      |      |

### 계층별 선거 결과
| 계층                          | 노동  | 우파  | 기독  | 사좌  | 중앙 | 진보 | 좌파 |
| ----------------------------- | ----- | ----- | ----- | ----- | ---- | ---- | ---- |
| 계층                          |       |       |       |       |      |      |      |
| 전체 유권자                   | 35.3% | 17.2% | 11.9% | 11.2% | 6.8% | 5.0% | 2.3% |
|                               |       |       |       |       |      |      |      |
| 30세 미만                     | 30.4  | 14.4  | 10.4  | 17.6  | 6.4  | 12.0 | 1.6  |
| 30~59세                       | 36.8  | 15.7  | 9.4   | 12.8  | 6.9  | 4.2  | 2.2  |
| 60세 이상                     | 35.0  | 22.2  | 18.2  | 5.1   | 7.1  | 3.4  | 3.0  |
|                               |       |       |       |       |      |      |      |
| 저소득                        | 35.6  | 11.7  | 22.3  | 9.5   | 11.0 | 4.5  | 3.0  |
| 중소득                        | 39.6  | 11.0  | 11.9  | 14.3  | 6.2  | 4.1  | 2.9  |
| 고소득                        | 30.4  | 27.7  | 4.8   | 9.7   | 4.3  | 6.5  | 1.1  |
|                               |       |       |       |       |      |      |      |
| 남자                          | 32.4  | 16.6  | 8.4   | 14.0  | 7.2  | 6.9  | 2.3  |
| 여자                          | 39.3  | 18.3  | 16.4  | 7.8   | 6.3  | 2.9  | 2.1  |
|                               |       |       |       |       |      |      |      |
| 초등교육                      | 56.0  | 5.9   | 12.7  | 12.7  | 5.9  | 1.6  | 2.3  |
| 중등교육                      | 32.5  | 14.8  | 13.2  | 11.5  | 8.0  | 5.6  | 2.4  |
| 고등교육                      | 11.1  | 43.7  | 6.8   | 8.4   | 4.7  | 8.9  | 2.1  |
|                               |       |       |       |       |      |      |      |
| 출처: 노르웨이 사회조사연구소 |       |       |       |       |      |      |      |